# Le Grand Guerrier albanais Skanderbeg
Pour plus de détails, voir Fiche technique et Distribution.
Le Grand Guerrier albanais Skanderbeg (Великий воин Албании Скандербег, Velikiy voin Albanii Skanderbeg) est un film soviéto-albanais réalisé par Sergueï Ioutkevitch, sorti en 1953.

## Fiche technique
- Titre : Le Grand Guerrier albanais Skanderbeg
- Titre original : Velikiy voin Albanii Skanderbeg (Великий воин Албании Скандербег)
- Réalisation : Sergueï Ioutkevitch
- Scénario : Mikhaïl Papava
- Musique : Gueorgui Sviridov et Çesk Zadeja
- Photographie : Yevgeni Andrikanis
- Société de production : Albfilm et Mosfilm
- Pays :  Albanie et  Union soviétique
- Genre : Drame et historique
- Durée : 95 minutes
- Dates de sortie : 
  -  Albanie,  Union soviétique : 28 novembre 1953

## Distribution
- Akaki Khorava : Georgi Kastriot, surnommé Skanderbeg
- Besa Imami : Donika
- Adivie Alibali : Mamika
- Semyon Sokolovsky : Hamza
- Veriko Anjaparidze : Dafina
- Georgi Chernovolenko : Marash
- Naim Frashëri : Pal
- Marie Logoreci : Comtesse

## Distinctions
Le film a été présenté au Festival de Cannes 1954 et a reçu ex æquo le Prix du film international.